# Funkcja dodatnia
Funkcja dodatnia – dowolna funkcja rzeczywista, której zbiorem wartości są liczby dodatnie.
Funkcja dodatnia na przedziale {\displaystyle (a,b),} to funkcja przyjmująca dla argumentów z tego przedziału dodatnie wartości.